# Control no lineal
El control no lineal recibe su nombre del tipo de sistema (no lineal) sobre el que se quieren saber ciertas variables. Cuando te encuentras ante un sistema con ecuaciones no lineales que definen su comportamiento y pretendes llevarlo hacia unas condiciones de funcionamiento particulares, estás realizando un control no lineal. Dichas ecuaciones no lineales representan una invarianza en el tiempo por cada una de las variables de estado que representan el sistema. A cada variable de estado le corresponde una combinación no lineal de términos dentro de la base que genera el espacio de estados. 